# Ty Dolla Sign
Ty Griffin (Los Angeles, Kalifornija, SAD, 13. travnja 1985.), bolje poznat po svom umjetničkom imenu Tydolla$ign ili Ty$ je američki reper, tekstopisac i producent. Kao sin glazbenika, Tydolla$ign je započeo svoju karijeru svirajući na bas-gitari. Naučio je svirati nekoliko instrumenata kao što su bubnjevi, gitara i klavijature. Tydolla$ign se proslavio singlom "Toot It and Boot It", kojeg je napisao i producirao za Def Jamovog repera YG-a. Zajedno surađuju s grupom Pu$haz Ink. Godine 2011., Tydolla$ign je objavio svoj prvi singl "All Star" zajedno s Joe Mosesom. Tydolla$ign trenutno ima potpisan ugovor s diskografskim kućama Arsenal Records i DollaSign Records.

## Diskografija

### Miksani albumi
- House on the Hill (2011.)
- Beach House (2012.)

## Vanjske poveznice
- Tydolla$ign na Twitteru
- Tydolla$ign na MySpaceu